# Sadler’s Wells

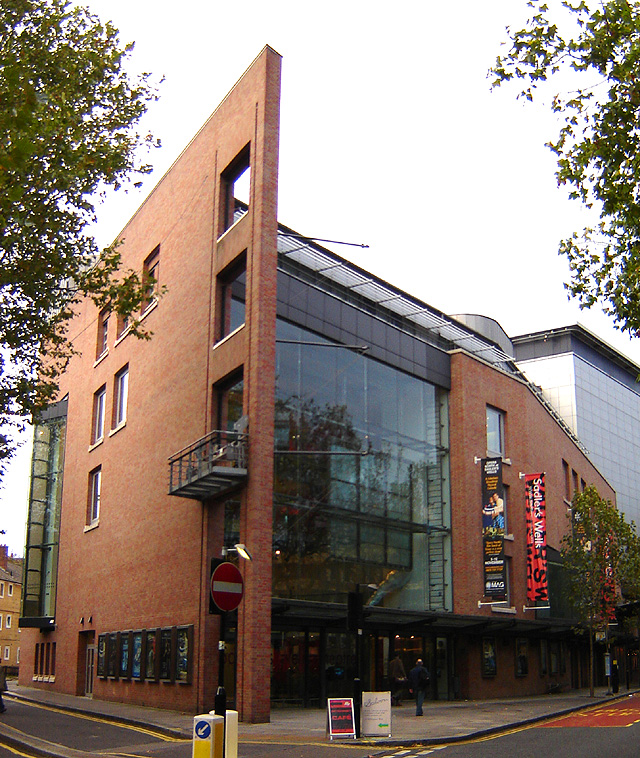
Das jetzige Sadler’s Wells Theater, 1998 eröffnet

Sadler’s Wells ist ein Theater-Gebäudekomplex in Islington, London. Nach einer wechselhaften Geschichte wurde das Sadler’s Wells Theatre im 20. und 21. Jahrhundert zur führenden Londoner Bühne für Ballett und modernes Tanztheater. Aus den Opern- und Ballettensembles des Theaters gingen das Royal Ballet und die English National Opera hervor.

## Geschichte
Das Sadler’s Wells geht zurück auf das 1683 von Richard Sadler gegründete Musick House. Der Komponist Francis Forcer (1650–1704) wurde im Jahr 1697 Teilhaber und veranstaltete dort Konzerte. Der 1683 zufällig bei Bauarbeiten entdeckte Brunnen (englisch: well) wurde Bestandteil des Namens. Das heutige Theater, das 1998 wiedereröffnet wurde, ist das sechste an dieser Stelle.
1765 wurde nach einer Bauzeit von nur sieben Wochen ein neues Steingebäude errichtet. Zu Beginn des 19. Jahrhunderts traten auf der Bühne zahlreiche berühmte Schauspieler auf, darunter Edmund Kean sowie Joseph Grimaldi, der Erfinder der modernen Clownfigur. Aufgrund der zahlreichen Vorfälle von öffentlicher Trunkenheit und grobem Benehmen sah sich die Geschäftsleitung in dieser Zeit genötigt, Theaterbesuchern nach Einbruch der Dunkelheit Begleitschutz anzubieten.

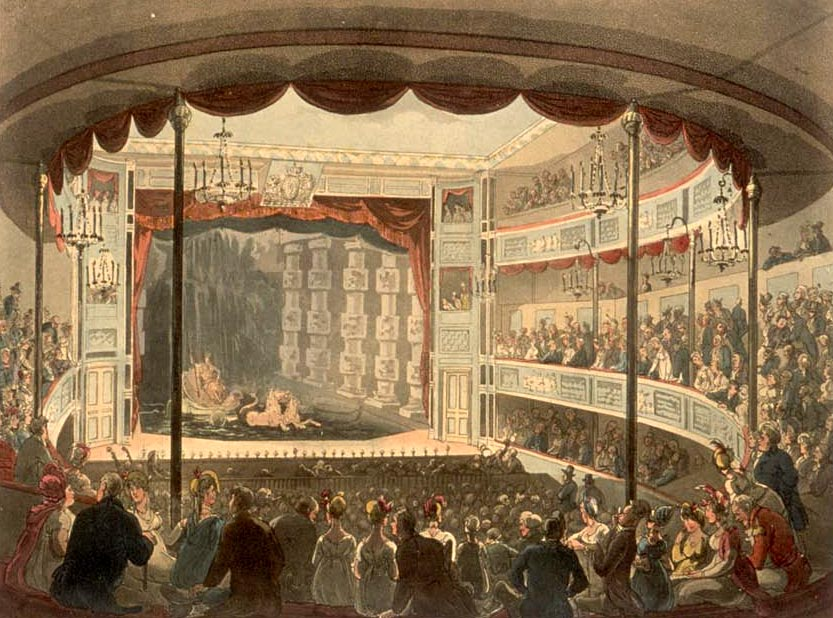
Eine Aufführung in Sadler’s Wells um 1808

Ab 1860 setzte ein Niedergang des Sadler’s Wells ein. Nach der Aufführung einiger Melodramen diente das Haus um 1875 eine Weile als Rollschuhbahn und später als Boxkampfarena. Wegen Gefährdung der Öffentlichkeit wurde das Gebäude 1878 abgerissen, im nächsten Jahr jedoch als Music Hall wieder neu eröffnet, später als Kino verwendet und 1915 wiederum geschlossen.
1925 gelang es der Direktorin Lilian Baylis, durch einen Spendenaufruf Persönlichkeiten des öffentlichen Lebens wie Winston Churchill, Stanley Baldwin, G. K. Chesterton, John Galsworthy, Ethel Smyth und Thomas Beecham zur Errichtung einer Stiftung zu bewegen, so dass das Haus erworben werden konnte. Im selben Jahr begann Baylis die Zusammenarbeit mit Ninette de Valois, die früher in den Ballets Russes unter Leitung von Sergei Djagilew getanzt hatte. Bei der Neueröffnung 1931 errichtete de Valois das Vic-Wells Ballet. Zu den ersten Solotänzern dieses Ballets gehörte Alicia Markova, der erste Choreograph war Frederick Ashton, die beide in Marie Ramberts Ballet Club tätig gewesen waren. 1946 zog die Kompanie in das Royal Opera House, Covent Garden, um. Am alten Standort wurde damals das Sadler’s Wells Theatre Ballet als Schwesterkompanie des Vic Wells Ballet gegründet. Auch diese spielte jedoch von 1955 bis 1970 nicht dort, sondern war als Tournee-Kompanie der Hauptkompanie unterwegs. 1956 ging aus dem alten Vic-Wells Ballet am Royal Opera House das Royal Ballet hervor, die Schwesterkompagnie hieß fortan Sadler’s Wells Royal Ballet. Ab 1970 bespielte sie wieder das Sadler’s Wells Theatre, bis sie 1990 nach Birmingham umzog.
Am 7. Juni 1945 wurde die Oper Peter Grimes von Benjamin Britten im Sadler’s Wells uraufgeführt. 1968 zog die Sadler’s Wells Opera Company in das London Coliseum um; sie benannte sich 1974 in English National Opera um. In den 1980er Jahren gab es noch einmal kurzzeitig eine Opernkompanie am Sadler’s Wells, die New Sadler’s Wells Opera.
Das Sadler’s Wells Theatre ist seit den 1990er Jahren wieder fast völlig dem Tanz gewidmet. Es produziert selbst und fungiert auch als Gastspieltheater für Tourneeproduktionen.
Nach der letzten Aufführung im alten Theater am 30. Juni 1996 wurde das Haus abgerissen und in seiner jetzigen Form am 11. Oktober 1998 wiedereröffnet.